# 乔治·阿沃拉
乔治·阿沃拉（義大利語：Giorgio Avola，1989年5月8日—），意大利男子击剑运动员。他曾获得2012年夏季奥运会击剑比赛男子花剑团体金牌。他也参加了2016年夏季奥运会，在男子花剑团体项目上获得第四名。